# Hysterium macrosporum
Hysterium macrosporum är en svampart som beskrevs av Teng 1933. Hysterium macrosporum ingår i släktet Hysterium och familjen Hysteriaceae.   Inga underarter finns listade i Catalogue of Life.